# راكالي
راكالي (بالإيطالية: Racale)‏ هي بلدية في مقاطعة ليتشي في إقليم بوليا الإيطالي.

## السكان
في سنة 1861 بلغ عدد السكان 1٬792 نسمة، وتطور العدد ليصل في سنة 2011 لـ 10٬734 نسمة.
يظهر هذا المخطط البياني تطور النمو السكاني لـ راكالي